# Liliana Lewińska
Liliana Lewińska (sinh ngày 2 tháng 11 năm 2008) là vận động viên thể dục nhịp điệu Ba Lan.

## Đời tư
Mẹ Lewińska là Krystyna Leskiewicz (vận động viên thể dục nhịp điệu tham dự Olympic 1996), đồng thời cũng là huấn luyện viên hiện tại của cô. Cô có một em gái sinh năm 2011, Laura, cũng là vận động viên thể dục nhịp điệu.

## Sự nghiệp thi đấu
Giải đấu lớn đầu tiên trong sự nghiệp của Lewińska là Giải đấu quốc tế năm 2021 (Rhythmic Gymnastics Grand Prix) tổ chức ở Moskva vào tháng 2 năm 2021. Cô giành huy chương đồng ở hạng mục All-around, hạng 5 ở hạng mục sử dụng ruy-băng, vòng, chùy và hạng 12 hạng mục sử dụng ruy-băng. Vào tháng 4, cô tham dự giải Sofia Cup ở Bulgarie, đứng đầu hạng mục All-around. Vào tháng 5 năm 2021, cô đứng thứ hai hạng mục All-around và sử dụng chùy, và đứng thứ ba hạng mục sử dụng chùy trong khuôn khổ giải Irina Deleanu ở Bucharest.
Năm 2022, Lewińska tiếp thục tiam gia giải Moscow Grand Prix và giành giải bạc trong tất cả các hạng mục. Cô đã giành chức vô địchi hạng mục All-around tại Gydnia Cup. Sau đó, cô tham dự World Challenge Cup tổ chức Portimão, nhận huy chương đồng, bạc ở hạng mục sử dụng ruy-băng, vòng, chùy. Liliana được chọn để tham dự Giải vô địch Thể dục nhịp điệu châu Âu 2022 tổ chức tại Tel Aviv, Israel. Cô là vận động viên thể dục trẻ tuổi duy nhất đại diện cho Ba Lan tham gia cuộc thi. Tại cuộc thi này cô đã vượt qua bốn trận chung kết các hạng mục, giành được hai giải bạc hạng mục sử dụng vòng, chùy và một huy chương đồng với hạng mục sử dụng ruy-băng.